# Oratorio di San Bartolomeo (Apricale)
L'oratorio di San Bartolomeo è un luogo di culto cattolico situato nel comune di Apricale, in piazzetta 11 Febbraio, in provincia di Imperia. L'edificio si affaccia nella piazza principale del borgo apricalese accanto al palazzo municipale.

## Storia e descrizione
Risalente al XVI secolo è ubicato in posizione elevata sopra la doppia arcata della fontana, di fronte alla chiesa della Purificazione di Maria Vergine e al castello della Lucertola. Già sede della locale confraternita, fu nel XVIII secolo che l'edificio fu intonacato e molto probabilmente decorato in stile barocco.
La facciata presenta quattro lesene con capitelli di ordine corinzio in rilievo e un grande oculo ellittico sopra il portone principale. L'interno è ad unica navata rettangolare con copertura a volta.
Sulla parete destra è conservato un dipinto ad olio raffigurante Sant'Antonio abate databile ai primi anni del XVI secolo. Proveniente dalla chiesa di Sant'Antonio, nei pressi del cimitero, è stato restaurato nel 1960, riportando il dipinto ai colori originari, e secondo alcune perizie artistiche potrebbe essere accostato all'opera del pittore Ludovico Brea o della scuola pittorica.
Di notevole pregio artistico è il polittico a sei scomparti a predella sopra l'altare maggiore. Nel centro sono raffigurate la Madonna della Neve col Bambino - festeggiata anticamente dalla locale confraternita il 5 agosto - e fedeli; i due santi raffigurate ai lati sono identificabili con le figure di san Bartolomeo e di san Lorenzo. Negli altri riquadri sono inoltre riconoscibili le personalità e le scene della Pietà, della Madonna con san Giovanni Battista, di Gesù seduto sul sepolcro, l'arcangelo Gabriele e l'Annunziata. Il polittico, realizzato molto probabilmente da maestranze e artisti del luogo, fu commissionato dal locale Micaelis Cassini de Brigali il 2 marzo del 1544.
Sono inoltre conservate due statue di San Bartolomeo e della Madonna della Neve, quest'ultima realizzata dallo scultore Paolo Olivari di Genova nel 1859 e acquistata per la somma di 650 lire.